# TT253
TT253 (Theban Tomb 253) è la sigla che identifica una delle Tombe dei Nobili ubicate nell'area della cosiddetta Necropoli Tebana, sulla sponda occidentale del Nilo dinanzi alla città di Luxor, in Egitto. Destinata a sepolture di nobili e funzionari connessi alle case regnanti, specie del Nuovo Regno, l'area venne sfruttata, come necropoli, fin dall'Antico Regno e, successivamente, sino al periodo Saitico (con la XXVI dinastia) e Tolemaico.

## Titolare
TT253 era la tomba di:
| Titolare  | Titolo                                                    | Necropoli | Dinastia/Periodo                | Note |
| --------- | --------------------------------------------------------- | --------- | ------------------------------- | ---- |
| Khnummose | Scriba contabile del granaio delle divine offerte di Amon | El-Khokha | XVIII dinastia (Amenhotep III); |      |

## Biografia
Unica notizia biografica ricavabile dalla TT253 è il nome della moglie: Tanufer.

## La tomba
Alla TT253 si accede da un cortile in cui si aprono gli accessi anche alle tombe TT254, di Mose (Amenmose), e TT294, di Amenhotep (usurpata da Roma). Un breve corridoio, nell'angolo sud-est del cortile, immette in una sala trasversale secondo lo schema tipico, a "T" capovolta" delle sepolture del periodo. Sulle pareti: il defunto, la moglie (1 rosso in planimetria) e un uomo in offertorio; poco oltre (2), su cinque registri sovrapposti, la contabilità del grano e una cerimonia cui partecipa il re, con l'arrivo di navi da carico. Sulla parete corta a est (3) i resti di una stele con, ai lati, tracce di coppie; seguono (4) il defunto con la moglie e una figlia; un uomo reca loro mazzi di fiori mentre un altro è seguito da un aiutante. Sulla stessa parete (7) i resti di una lista di offerte con il defunto, la famiglia e alcuni ospiti; sul lato corto a ovest (6) resti di una stele (?) pesantemente danneggiata con portatori di offerte, il defunto con la moglie e preti che offrono libagioni. Poco oltre (5) il defunto e la moglie in offertorio e a loro volta destinatari di offerte da parte di familiari e portatori; scene agricole con aratura e trasporto del lino.
Al centro del lato lungo opposto all'ingresso una nicchia sulle cui pareti (8) il defunto e altri tre uomini che recitano inni a Osiride e alla Dea dell'Occidente (Mertseger) con due sciacalli-Anubi. Sulla parete opposta (9) portatori e liste di offerte dinanzi a una divinità non identificabile.

### Annotazioni
1. ↑  La numerazione dei locali e delle pareti segue quella di Porter e Moss 1927, p. 334.
2. ↑  La prima numerazione delle tombe, dalla numero 1 alla 252, risale al 1913 con l'edizione del "Topographical Catalogue of the Private Tombs of Thebes" di Alan Gardiner e Arthur Weigall. Le tombe erano numerate in ordine di scoperta e non geografico; ugualmente in ordine cronologico di scoperta sono le tombe dalla 253 in poi.
3. ↑  I campi della Duat, ovvero l'aldilà egizio, si trovavano, secondo le credenze, proprio sulla riva occidentale del grande fiume.
4. ↑  Nella sua epoca di utilizzo, l'area era nota come "Quella di fronte al suo Signore" (con riferimento alla riva orientale, dove si trovavano le strutture dei Palazzi di residenza dei re e i templi dei principali dei) o, più semplicemente, "Occidente di Tebe".
5. ↑  le Tombe dei Nobili, benché raggruppate in un'unica area, sono di fatto distribuite su più necropoli distinte.
6. ↑  Le note di Gardiner e Weigall, tratte dal "Topographical Catalogue", ed. 1913, terminano con la tomba TT252
7. ↑  Le tre tombe sono riportate in unica planimetria e differenziate per colore; la TT253 è in rosso.

### Fonti
1. ↑  Gardiner e Weigall 1913.
2. ↑  Donadoni 1999,  p. 115.
3. 1 2 3  Porter e Moss 1927,  p. 355.
4. ↑  Porter e Moss 1927,  pp. 355-356.